# Patsy Willard
Mary Patricia "Patsy" Willard, född 18 maj 1941 i Phoenix i Arizona, är en amerikansk före detta simhoppare.
Willard blev olympisk bronsmedaljör i svikthopp vid sommarspelen 1964 i Tokyo.